# 朴正熙總統紀念圖書館
朴正熙總統紀念圖書館（韓語：박정희대통령기념·도서관／中文：朴正熙大統領紀念·圖書館／英語：Park Chung-hee Presidential Library & Museum）是座位於首尔特别市麻浦区上岩洞世界杯路386號的紀念館和圖書館，由朴正熙總統紀念財團管理，用於紀念第5－9任大韓民國總統朴正熙以及保存相關文物。紀念館包含大廳以及三個展示室。圖書馆内设有研讨室、會议室等最新设施，现存总统批准文件23000余件以及6500余本藏书，其中一般图书可供借阅。

## 歷史

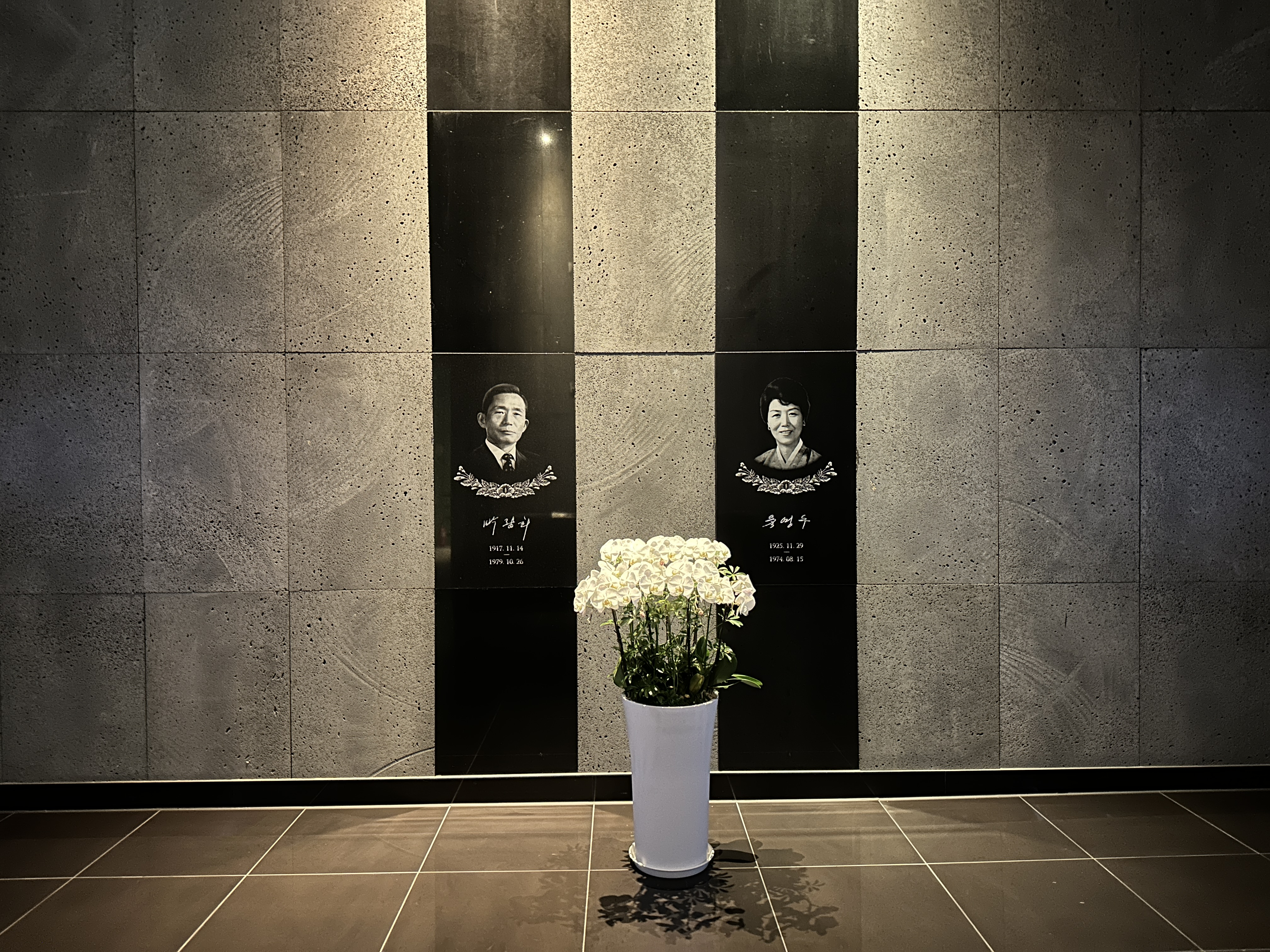
朴正熙、陸英修夫婦紀念室

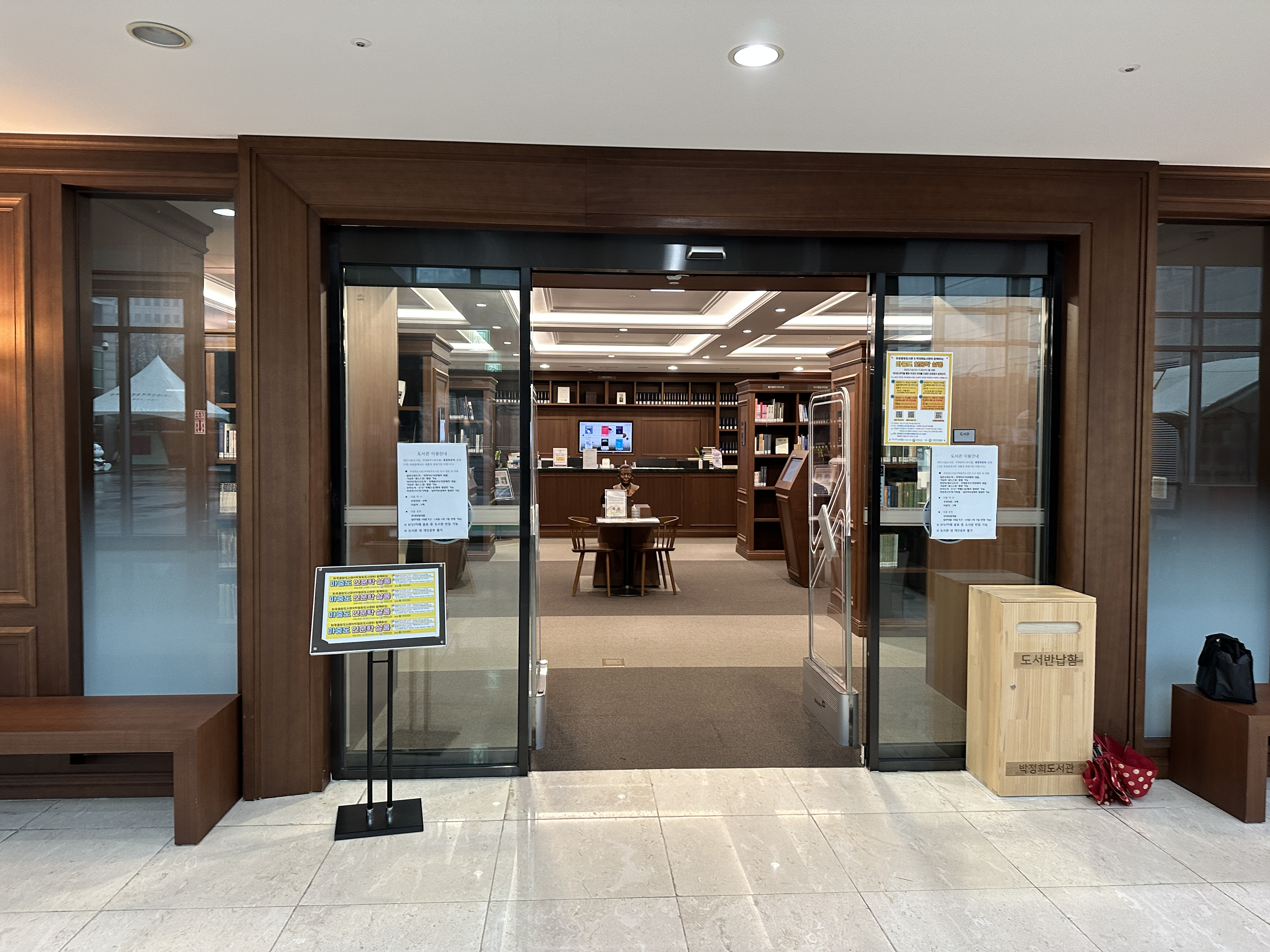
圖書室入口

- 1999年7月26日：社團法人朴正熙大统领纪念事业会发起成立，以申铉碻為首任会长。
- 2002年1月29日：建筑工程开始施工。
- 2003年6月4日：柳阳洙就任会长。
- 2005年
  - 3月8日：政府国库补助金交付取消。
  - 5月13日：国库补助金取消处分提起取消诉訟。
- 2007年2月28日：金正濂就任会长。
- 2009年4月23日：經由大法院【国库补助金交付取消处分取消】诉讼，判决結果胜诉。
- 2010年2月：纪念·图书馆建筑工程重新开始。
- 2011年12月16日：纪念·图书馆竣工。
- 2012年2月21日：纪念·图书馆开馆[3]。
- 2013年
  - 5月9日：社團法人朴正熙大统领纪念事业会解散，成立財團法人朴正熙大统领纪念财团，以金淇春為首任理事长。
  - 8月7日：孙炳斗就任理事长。
  - 9月30日：紀念財團被指定为指定捐款团体 (企划财政部)。
  - 10月2日：捐献款物募集变更登记 (安全行政部)。
- 2016年
  - 2月12日：左承喜就任理事长。
  - 11月2日朴正熙诞生100周年纪念活动促进委员会成立。
- 2017年
  - 5月16日：朴正熙诞生100周年纪念学术大会在济州舉行。
  - 6月22日：朴正熙诞生100周年纪念诗集 「丢下丈夫一个人离开的习惯是在哪儿学会的」纪念出版。
  - 9月6日：朴正熙诞生100周年纪念学术大会於昌原舉行。
  - 9月10日：發行朴正熙诞生100周年纪念邮票。
  - 10月31日：朴正熙诞生100周年纪念诗朗诵会於龟尾舉行。
  - 11月10日舉辦朴正熙诞生100周年纪念音乐会。
  - 11月22日：朴正熙诞生100周年纪念咏唱剧相繼於首尔和大邱舉行。
  - 11月：朴正熙总统纪念·图书馆扩建及改善工程开始施工。
  - 12月1日：朴正熙诞生100周年纪念国际学术大会於龟尾舉行。
- 2019年
  - 2月12日：纪念·图书馆扩建及改善工程竣工。
  - 2月28日：朴正熙总统纪念·图书馆舉行重新开馆仪式，於3月1日重新開館。[4]
  - 3月29日：被指定为指定捐款团体。
- 2020年1月18日：参观者人數統計累计超过10万名。

## 外部連結
- 朴正熙總統紀念財團[]